# Pico Capivari Grande
O Pico Capivari Grande é uma elevação localizado no município brasileiro de Campina Grande do Sul, no estado do Paraná.

## Acesso
Para se obter o caminho mais fácil para a subida ao pico deve-se chegar através da Rodovia Régis Bittencourt. La há uma entrada à leste onde uma boa parte do caminho pode ser feita de carro por uma estrada construída para a construção de grandes torres da Embratel. Atualmente, devido as condições da estrada, pode haver dificuldade para subir com um veículo de tração 4X2 até as torres.
A subida das torres até o pico dura em torno de 2 horas em uma passada mais lenta. No pico à leste é possível observar a Baía de Antonina, já à oeste pode-se ver parte da Rodovia Régis Bittencourt que é um trecho da BR-116.

## Aspectos geográficos
O pico fica no primeiro bloco de montanhas no nordeste do Paraná denomina-se Serra Capivari Grande, com altitudes de 1640 a 1676 metros.
Fazendo parte da cadeia de montanhas chamada Serra do Mar, uma formação rochosa que vem do norte do Brasil até os limites do Rio Grande do Sul. Entre as divisas de São Paulo e Santa Catarina distingue-se cinco maciços: o do Capivari Grande, Ibiteruçu, Mãe Catira/Farinha Seca, Marumbi/Canal e Castelhanos/Araraquara. O Pico Paraná situa-se no Conjunto Ibiteruçu.

## Galeria

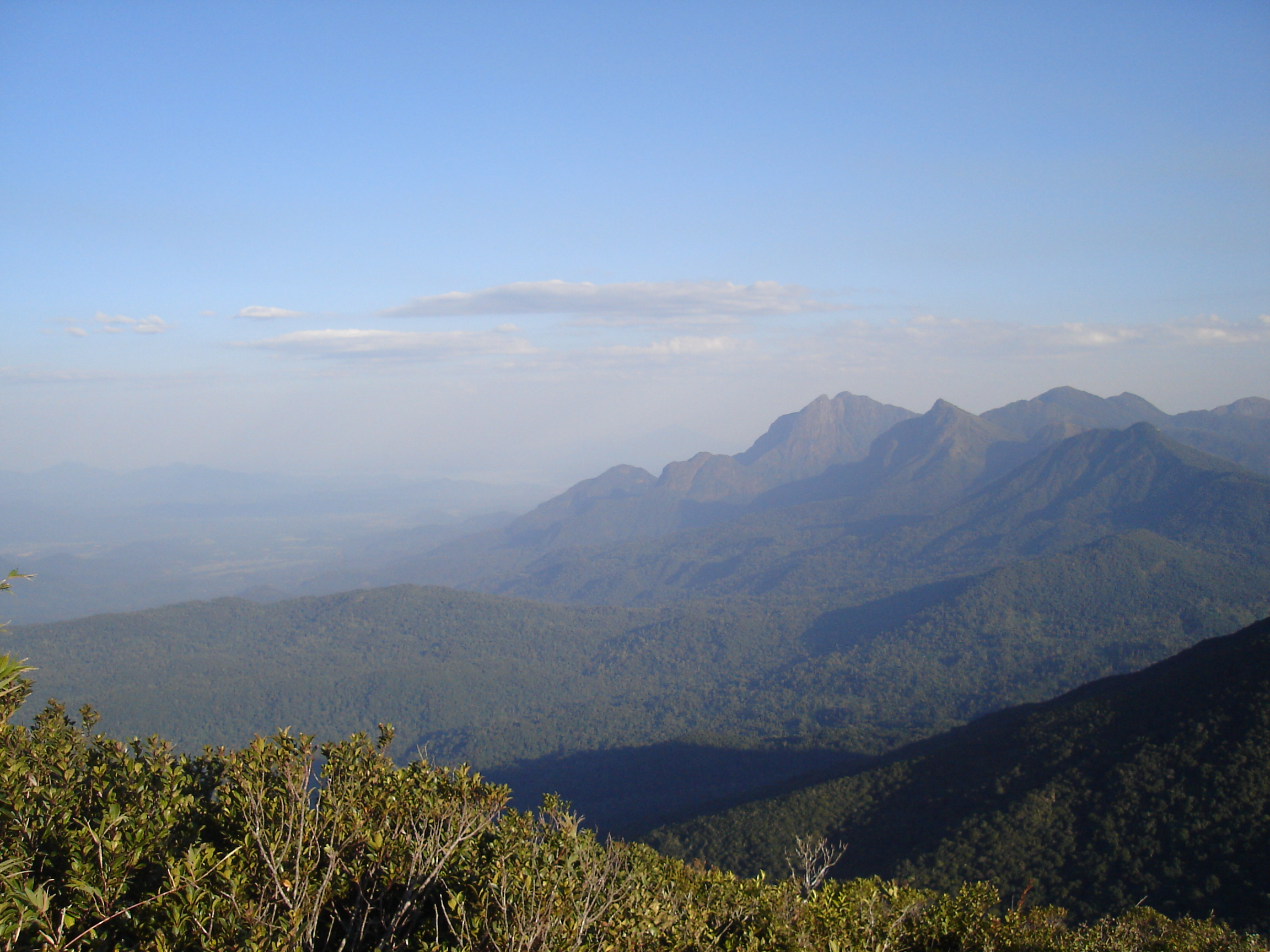
Vista para o leste
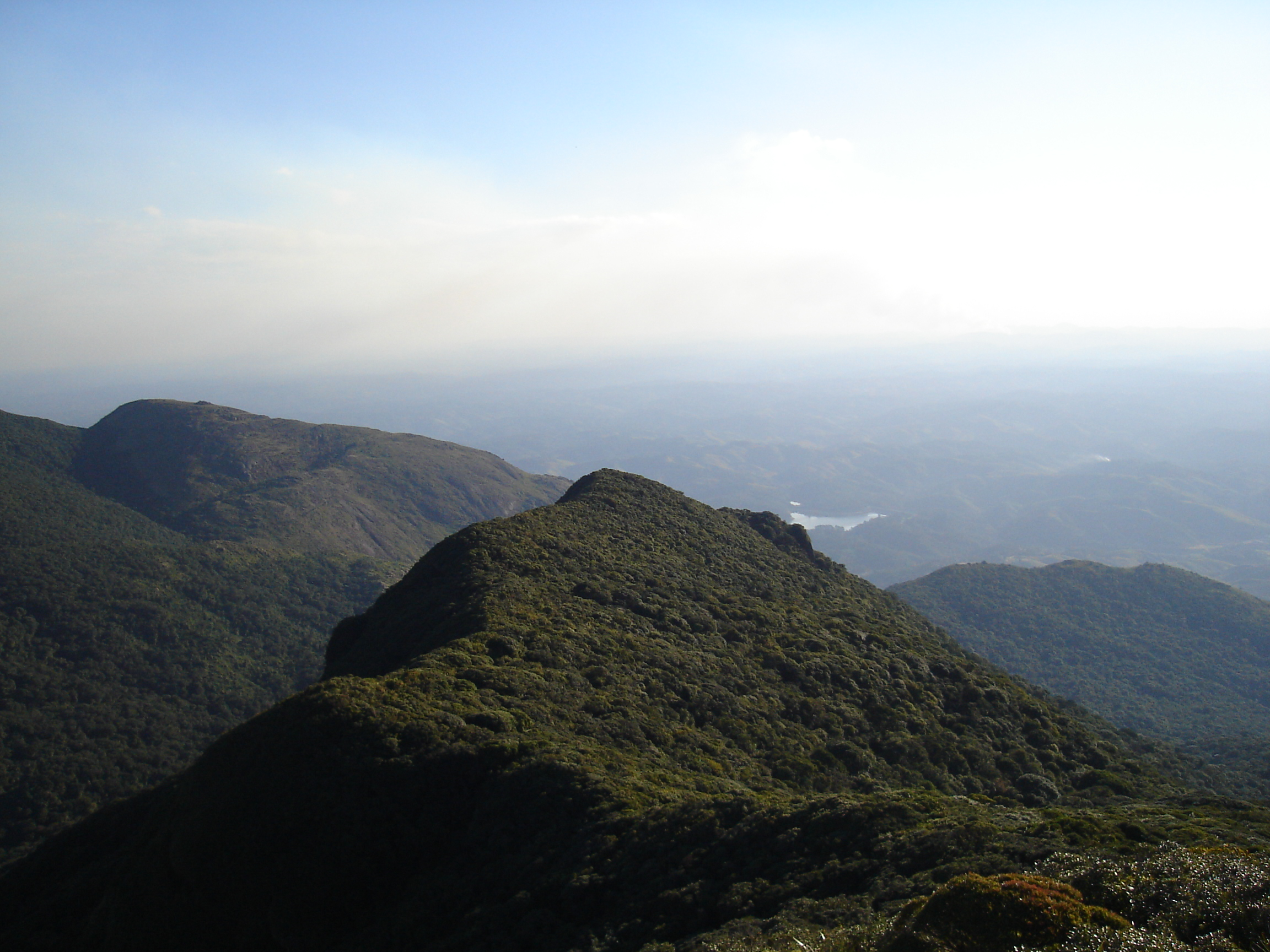
Vista para o norte
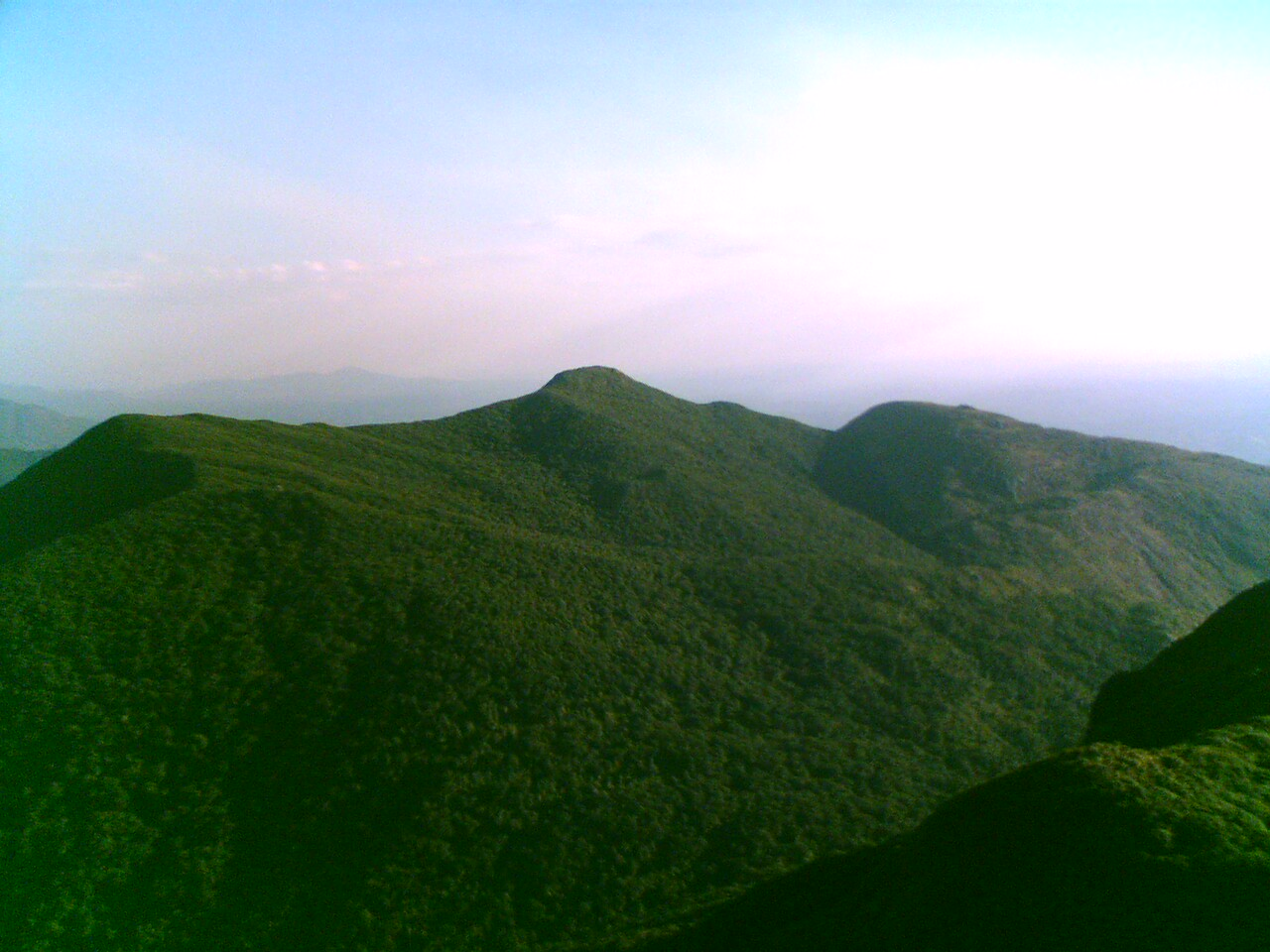
Vista para o sul
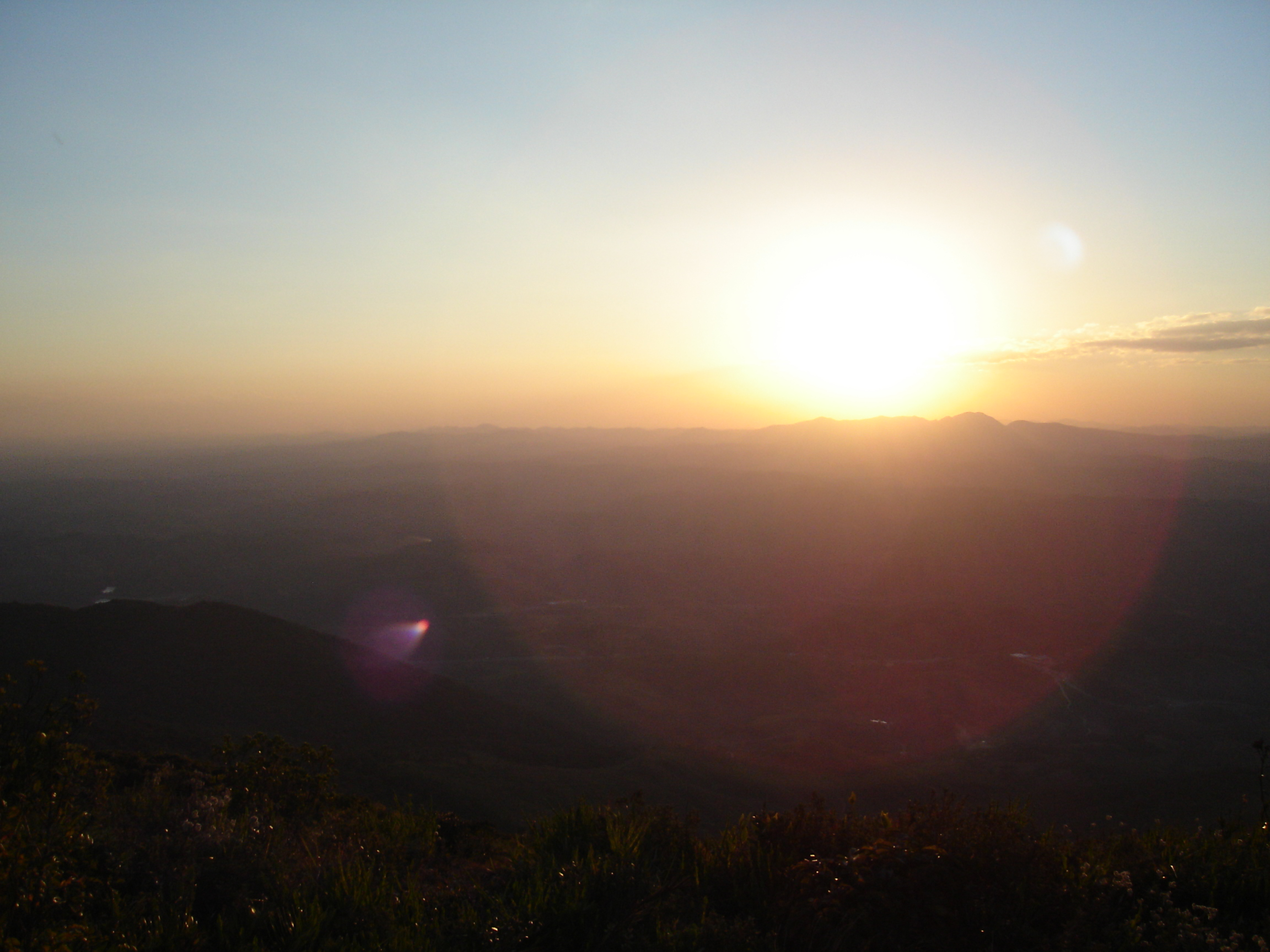
Vista para o oeste e para a BR-116